# Nestima yapensis
Nestima yapensis är en tvåvingeart som först beskrevs av Steyskal 1952.  Nestima yapensis ingår i släktet Nestima och familjen skridflugor. Inga underarter finns listade i Catalogue of Life.